# Came Back Haunted
Came Back Haunted è un singolo dei Nine Inch Nails estratto dall'ottavo album Hesitation Marks e pubblicato nel 2013.

## La canzone
Came Back Haunted è significativa non soltanto per essere il singolo che segna il ritorno dei Nine Inch Nails dopo una pausa di 5 anni, ma anche per il mutato approccio di Trent Reznor nei confronti dei suoi estimatori.

## Video
Il videoclip è stato diretto da David Lynch, con il quale Trent Reznor aveva già collaborato per la colonna sonora di Strade perdute.
Rob Sheridan, direttore creativo della band, ha pubblicato le foto del backstage.

## Formazione
- Trent Reznor - voce, chitarra, basso, elettronica, percussioni, produzione
- Alessandro Cortini - elettronica addizionale
- Ilan Rubin - percussioni
- Atticus Ross - produzione
- Alan Moulder - produzione